# Ubaporanga
Ubaporanga là một đô thị thuộc bang Minas Gerais, Brasil. Đô thị này có diện tích 390,886 km², dân số năm 2007 là 12060 người, mật độ 67,2 người/km².